# Apollo 15
Apollo 15 là nhiệm vụ có người lái thứ chín trong chương trình Apollo của Hoa Kỳ, tàu vũ trụ thứ tư hạ cánh trên Mặt trăng, và nhiệm vụ có người thứ 8 đã thành công. Đây là lần đầu tiên được gọi là "nhiệm vụ J", lưu trú dài trên Mặt trăng, tập trung nhiều hơn vào khoa học hơn các nhiệm vụ trước đó. Đây cũng là nhiệm vụ đầu tiên mà chiếc xe đi trên bề mặt Mặt Trăng được sử dụng. Bản thu âm của quá trình phóng lên đã được đưa vào phần Âm thanh Trái Đất được các tàu thám hiểm không gian Voyager 1 và Voyager 2 mang đi.
Nhiệm vụ bắt đầu vào ngày 26 tháng 7 năm 1971 và kết thúc vào ngày 7 tháng 8. Vào thời điểm đó, NASA gọi đó là chuyến bay vũ trụ có người lái thành công nhất từng đạt được.
Chỉ huy David Scott và người mô-đun Mặt Trăng James Irwin đã dành ba ngày trên Mặt trăng, trong đó có 18 1⁄2 giờ bên ngoài tàu vũ trụ trên xe di động ngoài mặt trăng (EVA). Nhiệm vụ hạ cánh gần rặng Hadley, trong khu vực của Mare Imbrium gọi là Palus Putredinus (Marsh of Decay). Các phi hành đoàn khám phá khu vực bằng cách sử dụng xe tự hành đi trên Mặt Trăng đầu tiên, cho phép họ đi xa hơn nhiều so với mô-đun Mặt Trăng (LM) thực hiện nhiệm vụ mà không có xe tự hành. Họ thu thập 77 kg (170 lb) vật liệu trên bề mặt Mặt Trăng. Đồng thời, thí điểm mô-đun Alfred Worden quay quanh Mặt Trăng, sử dụng Mô-đun thiết bị khoa học (SIM) trong Mô-đun dịch vụ (SM) để nghiên cứu bề mặt mặt trăng và môi trường chi tiết với máy ảnh toàn cảnh, máy quang phổ tia gamma, một máy ảnh bản đồ, một máy đo độ cao bằng laser, một máy đo phổ khối, và một vệ tinh mặt trăng được triển khai vào cuối thời gian chờ của Apollo 15 trong quỹ đạo mặt trăng (điều đầu tiên một tàu vũ trụ của chương trình Apollo làm được).